# HD 45995
HD 45995，又名BD+11 1204，SAO 95766、HR 2370，是一颗恒星，视星等为6.14，位于銀經200.62，銀緯0.68，其B1900.0坐标为赤經6h 25m 35.7s，赤緯+11° 0.68′ 13″。